# Эмералд (тауншип, Миннесота)
Эмералд (англ. Emerald) — тауншип в округе Фэрибо, Миннесота, США. На 2000 год его население составило 228 человек.

## География
По данным Бюро переписи населения США площадь тауншипа составляет 92,7 км², из которых 92,7 км² занимает суша, водоёмов нет.

## Демография
По данным переписи населения 2000 года здесь находились 228 человек, 89 домохозяйств и 63 семьи.  Плотность населения —  2,5 чел./км².  На территории тауншипа расположено 98 построек со средней плотностью 1,1 построек на один квадратный километр. Расовый состав населения: 97,81 % белых, 0,44 % коренных американцев, 0,88 % — других рас США и 0,88 % приходится на две или более других рас. Испанцы или латиноамериканцы любой расы составляли 1,75 % от популяции тауншипа.
Из 89 домохозяйств в 32,6 % воспитывались дети до 18 лет, в 66,3 % проживали супружеские пары, в 1,1 % проживали незамужние женщины и в 28,1 % домохозяйств проживали несемейные люди. 25,8 % домохозяйств состояли из одного человека, при том 10,1 % из — одиноких пожилых людей старше 65 лет. Средний размер домохозяйства — 2,56, а семьи — 3,09 человека.
26,8 % населения — младше 18 лет, 7,0 % — в возрасте от 18 до 24 лет, 26,8 % — от 25 до 44, 27,2 % — от 45 до 64, и 12,3 % — старше 65 лет. Средний возраст — 39 лет. На каждые 100 женщин приходилось 140,0 мужчин.  На каждые 100 женщин старше 18 приходилось 116,9 мужчин.
Средний годовой доход домохозяйства составлял 41 806 долларов, а средний годовой доход семьи —  49 750 долларов. Средний доход мужчин —  29 063  доллара, в то время как у женщин — 23 750. Доход на душу населения составил 18 127 долларов. За чертой бедности находились 5,6 % семей и 7,2 % всего населения тауншипа, из которых 15,7 % младше 18 лет.